# سانت خوردي
بلدية سانت خوردي/سان خورجي (بالإسبانية: San Jorge)‏ (بالفالنسية:Sant Jordi)، هي إحدى بلديات مقاطعة كاستيلون التي تقع في منطقة بلنسية، في شرق إسبانيا.
يبلغ عدد سكانها 782 نسمة وفقاً لإحصائية سنة (2006).

## أعلام
- جوان مولينا